# Баффетт, Говард (1903)
Говард Гоман Баффетт (англ. Howard Homan Buffett; 13 августа 1903, Омаха, Небраска — 30 апреля 1964, Омаха, Небраска) — американский политик и предприниматель. Отец Уоррена Баффетта.

## Биография
Родился 13 августа 1903 года в городе Омаха, штат Небраска, в семье Эрнеста Баффетта и Генриетты Дюваль, владельцев бакалейного бизнеса. Фамилия Баффет (первоначально с одной т) имеет французское происхождение и восходит к гугеноту-ткачу Джону Баффету, иммигрировавшему в Нью-Йорк в конце XVII века.
Окончил Университет Небраски в Линкольне в 1925 году. Во время учёбы был членом братства Alpha Sigma Phi. Не найдя работу в семейном бизнесе, Говард основал свою небольшую брокерскую фирму. С 1939 по 1942 год входил в совет по образованию города Омаха.
В 1942 году стал кандидатом от Республиканской партии на выборах в Палату представителей по 2-му избирательному округу Небраски. На фоне популярности Франклина Делано Рузвельта, округ считался преимущественно демократическим, однако с результатом 53,2% победу на выборах одержал Баффетт. В дальнейшем он успешно переизбирался в 1944 и 1946 годах, однако в 1948 году проиграл выборы демократу Юджину О’Салливану. Тем не менее, на следующих выборах 1950 года Баффетт сумел взять реванш, уверенно победив О’Салливана с результатом 63.5%.
В 1952 году он отказался участвовать в очередных выборах и вернулся к своей инвестиционной компании Buffett-Falk & Co. в Омахе, где работал практически до последних дней жизни. Участвовал в президентской кампании сенатора-республиканца Роберта Тафта.

## Личная жизнь
В браке с Лейлой Шталь (18 марта 1904 — 30 августа 1996) имел троих детей:
- дочь — Дорис[англ.] (1928—2020), филантроп.
- сын — Уоррен (р. 1930), крупный инвестор, один из богатейших людей планеты.
- дочь — Роберта (р. 1933)

## Политические взгляды
Баффетт запомнился своими крайне либертарианскими взглядами «старых» правых и дружбой с экономистом Мюрреем Ротбардом.
Был ярым критиком доктрины Трумэна и плана Маршалла. Комментируя доктрину Трумэна, Баффетт говорил: Наши христианские идеалы не могут быть экспортированы с помощью долларов и оружия. Он также критиковал Корейскую войну и был убеждён, что США несут значительную ответственность за начало конфликта.
Был сторонником золотого стандарта.

## Публикации
- Buffett, Howard Homan. Human Freedom Rests on Gold Redeemable Money Архивировано 18 января 2021 года., Financial Chronicle 5/6/48
- Buffett, Howard Homan. The Evil Men in the Kremlin Must Be Chortling as Militarism Runs Wild in America. Washington, U.S. Government Printing Office, 1952.[12]